# リーニャン県
リーニャン県（リーニャンけん、ベトナム語：Huyện Lý Nhân / 縣里仁?）は、ベトナム社会主義共和国ハナム省の県である。面積は167.8 km²、人口は195,000人（2009年）である。

## 行政区画
以下の1市鎮20社を管轄する。
- ヴィンチュー市鎮（Vĩnh Trụ / 永柱）
- バクリー社（Bắc Lý / 北里）
- チャンリー社（Chân Lý / 真里）
- チンリー社（Chính Lý / 正里）
- コンリー社（Công Lý / 公里）
- ダオリー社（Đạo Lý / 道里）
- ドゥクリー社（Đức Lý / 德里）
- ホアハウ社（Hòa Hậu / 和厚）
- ホップリー社（Hợp Lý / 合里）
- グエンリー社（Nguyên Lý / 原里）
- ニャンビン社（Nhân Bình / 仁平）
- ニャンチン社（Nhân Chính / 仁政）
- ニャンミー社（Nhân Mỹ / 仁美）
- ニャンカン社（Nhân Khang / 仁康）
- ニャンギア社（Nhân Nghĩa / 仁義）
- ニャンティン社（Nhân Thịnh / 仁盛）
- フーフック社（Phú Phúc / 富福）
- ティエンタン社（Tiến Thắng / 進勝）
- チャンフンダオ社（Trần Hưng Đạo / 陳興道）
- ヴァンリー社（Văn Lý / 文里）
- スアンケー社（Xuân Khê / 春溪）